# Freitagsmoschee von Kaschan
Die Freitagsmoschee von Kaschan (persisch مسجد جامع کاشان Masdsched e Daschame e Kaschan, IPA:  [mæsd͡ʒɛd ɛ d͡ʒɑmɛ ɛ kɑʃɑn]) ist der älteste historische Bau in der iranischen Stadt Kaschan. Das einzige Ziegelminarett befindet sich an ihrer südöstlichen Ecke. Auf dem unteren Teil des Minaretts gibt es eine Kufi-Inschrift aus erhabenen Ziegeln. Auf der Inschrift ist das Baudatum des Minaretts, 466 Hidschri (1074 n. Ch.) zu lesen. Das Minarett ist das drittälteste Minarett im Iran, der eine Inschrift hat.
Die Moschee war vermutlich ein Feuertempel in der vorislamischen Zeit und nach der islamisierung Persiens wurde der Feuertempel in die Moschee umgewandelt.
Im Buch Merat ol-Boldan wurde über die Moschee folgendes geschrieben:
Die Moschee, die in Kaschan als Freitagsmoschee bekannt ist, hat einen Mihrab mit einer richtigen Qibla und einen Mihrab mit einer falschen Qibla. Die Gründerin der Moschee war Safie Chatun, die Tochter Malek al-Aschtars.
Der große alte Mihrab der Moschee gehört wahrscheinlich wie das Minarett der Seldschuken-Ära. Er hat einen erlesenen Stuck, auf dem einige Verse aus dem Koran über die Vorteile des gemeinschaftlichen Gebets zu lesen sind. Es sieht so aus, dass der große Mihrab wegen der falschen Richtung seiner Qibla absichtlich zerstört wurde. Statt dieses Mihrabs wurde ein kleinerer mit der richtigen Richtung der Qibla während der Ära des Tahmasp I. gebaut.
Der Plan der Moschee ist einfach. Es gibt einen Houz im Hof vor einem Iwan, der zum inneren Raum der Kuppel führt, zwei große mit dem Hof gleichauf liegende Schabestanen und einen Winterschabestan unter der Erde.